# Центральноазиатские игры 1995
1-е Центральноазиатские игры прошли в Ташкенте (Узбекистан) с 1 по 8 сентября 1995 года.

## Виды спорта
- баскетбол (муж., жен.)
- бокс
- волейбол (муж., жен.)
- борьба (вольная, греко-римская)
- лёгкая атлетика
- стрельба пулевая
- фехтование
- велоспорт
- плавание
- теннис
- тяжёлая атлетика

## Итоги Игр
| Место | Страна       | Золото | Серебро | Бронза | Всего |
| ----- | ------------ | ------ | ------- | ------ | ----- |
| 1     | Казахстан    | 76     | 62      | 30     | 168   |
| 2     | Узбекистан   | 65     | 66      | 49     | 180   |
| 3     | Кыргызстан   | 13     | 14      | 40     | 67    |
| 4     | Туркменистан | 2      | 12      | 26     | 40    |
| 5     | Таджикистан  | 2      | 2       | 11     | 15    |